# Fabian Klos
Fabian Klos (* 2. Dezember 1987 in Gifhorn) ist ein ehemaliger deutscher Fußballspieler. Der Mittelstürmer spielte zwischen 2011 und 2024 als Profi bei Arminia Bielefeld. In diesen 13 Jahren absolvierte er wettbewerbsübergreifend 461 Spiele und erzielte dabei 180 Tore. Mit der Arminia gelangen ihm einmal der Aufstieg in die Bundesliga und zweimal der in die 2. Fußball-Bundesliga.  Er wurde je einmal Torschützenkönig der 2. Bundesliga als auch der 3. Liga, erzielte einmal das Tor des Monats und gewann dreimal den Westfalenpokal. Er ist seit April 2018 Rekordtorschütze und seit März 2023 Rekordspieler des Vereins. Nach seinem Karriereende im Jahre 2024 wurde Klos zum Ehrenspielführer des Vereins ernannt.

## Werdegang

### Von Meinersen nach Wolfsburg
Klos begann seine Karriere beim SV Meinersen-Ahnsen-Päse, einer kleinen Gemeinde im Landkreis Gifhorn. Sein Vater Michael, der selber als Torwart Fußball spielte, versuchte aus ihm ebenfalls einen Torwart zu machen. Bei einem Kleinfeldturnier stand Fabian Klos daraufhin in Tor, was er aber nach Aussage seines Vaters als „langweilig“ empfand. Als D-Jugendlicher wurde Klos eine Saison lang von seinem Vater trainiert. Noch als A-Jugendlicher debütierte er im Jahr 2005 in der ersten Mannschaft, die damals in der Kreisliga Gifhorn spielte. Mit 45 Saisontoren hatte Klos einen großen Anteil am Aufstieg seiner Mannschaft in die Bezirksliga. In der folgenden Bezirksligasaison 2006/07 traf Klos 29-mal und wechselte dann im Jahre 2007 zum MTV Gifhorn. Dessen damaliger Trainer meinte noch ein Jahr zuvor, dass man Fabian Klos „überhaupt nicht gebrauchen konnte“ und das es für Klos maximal für die Bezirksliga reichen würde. Mit den Gifhornern wurde Klos Meister der Niedersachsenliga Ost. In seinen zwei Jahren in Gifhorn absolvierte Klos 58 Ligaspiele und erzielte dabei 49 Tore.
Im Sommer 2009 wechselte Klos zur Amateurmannschaft des VfL Wolfsburg. Wolfsburgs damaliger Co-Trainer Bernd Hollerbach setzte sich damals für den Wechsel ein und Klos unterzeichnete nach einem Gespräch mit dem damaligen Cheftrainer der Profimannschaft Felix Magath einen Vertrag in Wolfsburg. Kurioserweise hatten sowohl Hollerbach als auch Magath zwischenzeitlich den Verein verlassen. Auch sein Start in Wolfsburg verlief holprig. Als Klos bei einem Testspiel beim VfB Fallersleben eingewechselt wurde, schrie Wolfsburgs damaliger Trainer Lorenz-Günther Köstner ständig: „Was soll ich mit dem? Wer hat den denn gescoutet?“. Zwischen 2009 und 2011 absolvierte Klos 65 Spiele in der Regionalliga Nord und erzielte dabei 22 Tore. Mit seiner Mannschaft wurde er in den Spielzeiten 2009/10 und 2010/11 jeweils Vizemeister. Durch seine Leistungen wurden höherklassige Vereine auf ihn aufmerksam und Fabian Klos erhielt zwei Angebote aus der 3. Liga, darunter eins von Arminia Bielefeld. Sein damaliger Trainer in Wolfsburg Lorenz-Günther Köstner, der als Spieler von 1977 bis 1981 für die Arminia auflief, riet Klos zu einem Wechsel nach Bielefeld wegen der großen Tradition und dem begeisterungsfähigen Umfeld.

### Arminia Bielefeld
Daher wechselte Klos im Sommer 2011 gemeinsam mit seinem Mannschaftskameraden Maximilian Ahlschwede zu Arminia Bielefeld. Jahre später gab Klos zu, dass er niemals daran gedacht hätte, Fußballprofi zu werden. Sein Debüt gab er am 23. Juli 2011 beim Spiel gegen die zweite Mannschaft des VfB Stuttgart, als er für Johannes Rahn eingewechselt wurde. Anfangs hatte Klos noch große Probleme und saß häufig auf der Bank. Erst nach dem Trainerwechsel von Markus von Ahlen zu Stefan Krämer wurde Klos zum Stammspieler. Mit zehn Toren in 33 Spielen war er in der Saison 2011/12 der erfolgreichste Torschütze seiner Mannschaft und hatte großen Anteil am Klassenerhalt. Am Saisonende wurde er zum Spieler des Jahres der 3. Liga gewählt. In seiner zweiten Saison trug Klos mit seinen Toren zum Aufstieg der Arminia in die 2. Bundesliga bei. Als der Aufstieg rechnerisch feststand, verlängerte Klos noch vor dem letzten Spieltag seinen zum Saisonende auslaufenden Vertrag bis zum 30. Juni 2016. Er erzielte in der Saison 2012/13 20 Tore, womit er gemeinsam mit Anton Fink vom Chemnitzer FC Torschützenkönig der 3. Liga wurde.
Am 4. Oktober 2013 stieß Klos in der Begegnung gegen den 1. FC Kaiserslautern per Kopf mit seinem Gegenspieler Mohamadou Idrissou zusammen und erlitt dabei eine Gehirnerschütterung und eine Fraktur des Gesichtsschädels mit Beteiligung der Stirn und Augenhöhle. Die Frakturen wurden osteosynthetisch mit Platten versorgt. Bereits am 22. November 2013 gab er sein Comeback, als er beim Spiel gegen den VfL Bochum zur Halbzeit eingewechselt wurde. Mit zwei Toren beim 3:2-Sieg der Bielefelder bei Dynamo Dresden verhinderte Klos den direkten Abstieg seiner Mannschaft. In der folgenden Relegation gegen den SV Darmstadt 98 musste sich die Arminia jedoch geschlagen geben und stieg wieder in die 3. Liga ab. Trotz Angeboten aus der 2. Bundesliga blieb Klos in Bielefeld, da seiner Meinung nach eine „wahnsinnige, positive Aufbruchsstimmung“ im Verein herrschte.

„Nach einer schlaflosen Nacht habe ich schon am nächsten Morgen mit Trainer Norbert Meier und Manager Samir Arabi gesprochen und gesagt: Wenn wir es schaffen, eine Mannschaft aufzubauen, die im nächsten Jahr um den Aufstieg mitspielt, bin ich dabei. Wenn ich etwas verbocke, will ich das wiedergutmachen.“

Zur Saison 2014/15 übernahm Fabian Klos das Amt des Mannschaftskapitäns von Thomas Hübener, der zum FC Energie Cottbus gewechselt war. Klos’ Treffer im DFB-Pokalspiel gegen den SV Sandhausen, bei dem er den Ball nach einem Eckstoß von Florian Dick volley aus 18 Metern ins Tor schoss, wurde von den Zuschauern der ARD-Sportschau zum Tor des Monats gewählt. Als Meister der 3. Liga stieg Klos mit der Arminia wieder in die 2. Bundesliga auf und erreichte im DFB-Pokal das Halbfinale. Mit 23 Toren wurde er zum zweiten Mal in seiner Karriere Torschützenkönig der 3. Liga und wurde darüber hinaus noch als Spieler des Jahres geehrt. Am 7. Juli 2015 wurde bekanntgegeben, dass Klos seinen laufenden Vertrag bei Arminia Bielefeld bis 2019 verlängerte. Am 26. April 2016 schnürte Fabian Klos einen Hattrick gegen die SpVgg Greuther Fürth, was für ihn ein persönlicher Rekord ist und der Arminia den Klassenerhalt sicherte. Im Mai 2016 wurde Klos anlässlich des 111. Vereinsjubiläums in die 111 Jahre-Elf des Vereins gewählt.
Nachdem die stark abstiegsgefährdete Arminia im März 2017 mit Jeff Saibene einen neuen Trainer verpflichtete, fand sich Klos zunächst häufiger auf der Bank wieder, schaffte aber mit seiner Mannschaft durch einen 6:0-Sieg gegen Eintracht Braunschweig und einem abschließenden 1:1 bei Dynamo Dresden noch den Klassenerhalt. Während der Sommerpause gab es erneute Spekulationen über einen Vereinswechsel. Dynamo Dresden bemühte sich intensiv um einen Wechsel. Jedoch entschied sich Klos für einen Verbleib in Bielefeld. Den Ausschlag gab die Selbsterkenntnis, dass er körperlich nicht in der Lage war, Saibenes laufintensive Spielweise durchzustehen. Klos arbeitete in der Sommerpause stark an seiner Fitness. Zur Saison 2017/18 wurde mit Julian Börner ein neuer Mannschaftskapitän gewählt. Im April 2018 verbesserte Klos den Vereinsrekord für die meisten Pflichtspieltore. Zunächst zog er beim Zweitligaspiel am 14. April 2018 gegen den FC Erzgebirge Aue mit seinem 111. Treffer mit dem bisherigen Rekordhalter Ernst Kuster gleich. Am 27. April gegen den 1. FC Kaiserslautern erzielte Klos dann die Pflichtspieltore 112 und 113 und wurde damit alleiniger Rekordhalter. Mit diesen beiden Toren besiegelte Klos den Abstieg von Kaiserslautern in die 3. Liga.
Gleich ein doppeltes Jubiläum feierte er beim Spiel gegen den SV Darmstadt 98 am 3. März 2019. In seinem 150. Zweitligaspiel erzielte Fabian Klos seinen 50. Zweitligatreffer. Sein Vertrag wurde im April 2019 bis 2021 verlängert. Nach der Saison 2018/19 wählte der Kicker Klos zum besten Zweitligastürmer. Nach dem Wechsel von Julian Börner zu Sheffield Wednesday übernahm Fabian Klos zur Saison 2019/20 wieder das Kapitänsamt. Einen weiteren Vereinsrekord brach Klos am 17. August 2019 im Spiel gegen den FC Erzgebirge Aue, als er mit seinem 60. Zweitligator vereinsintern Norbert Eilenfeldt überholte. Am 32. Spieltag der Saison 2019/20 sicherte sich Klos mit Arminia Bielefeld die Meisterschaft der 2. Bundesliga und den Aufstieg in die Bundesliga. Darüber hinaus wurde er mit 21 Treffern Torschützenkönig der 2. Bundesliga und erhielt die erstmals an diesen vom Kicker vergebene Torjägerkanone.
Sein erstes Bundesligator erzielte Klos am 28. November 2020 bei der 1:2-Niederlage im Auswärtsspiel gegen RB Leipzig. Sein Treffer in der 75. Minute brachte den Endstand in der Partie vom 9. Spieltag. Am Ende jener Saison belegte Klos mit der Arminia Platz 15. Dabei wurde der Kapitän in jeder Ligabegegnung eingesetzt und trug mit fünf erzielten Toren maßgeblich zum Klassenerhalt bei. Am letzten Spieltag gewannen die Bielefelder mit 2:0 beim VfB Stuttgart. Den verwandelten Elfmeter zum zwischenzeitlichen 1:0 bezeichnete Klos nach dem Spiel als den wichtigsten Treffer seiner Karriere. Seinen am Ende der Saison 2020/21 auslaufenden Vertrag wollte Fabian Klos zunächst nicht verlängern. Am 2. April 2022 zog sich Klos nach einem Zusammenprall mit seinem Teamkollegen Alessandro Schöpf erneut eine schwere Kopfverletzung zu, welches für ihn das Saisonaus bedeutete. Am Saisonende stieg die Arminia wieder ab, jedoch verlängerte Klos den Vertrag um ein weiteres Jahr. In einem Video erklärte er, dass „es nicht sein kann, unser Stadion liegend auf einer Trage zu verlassen“.

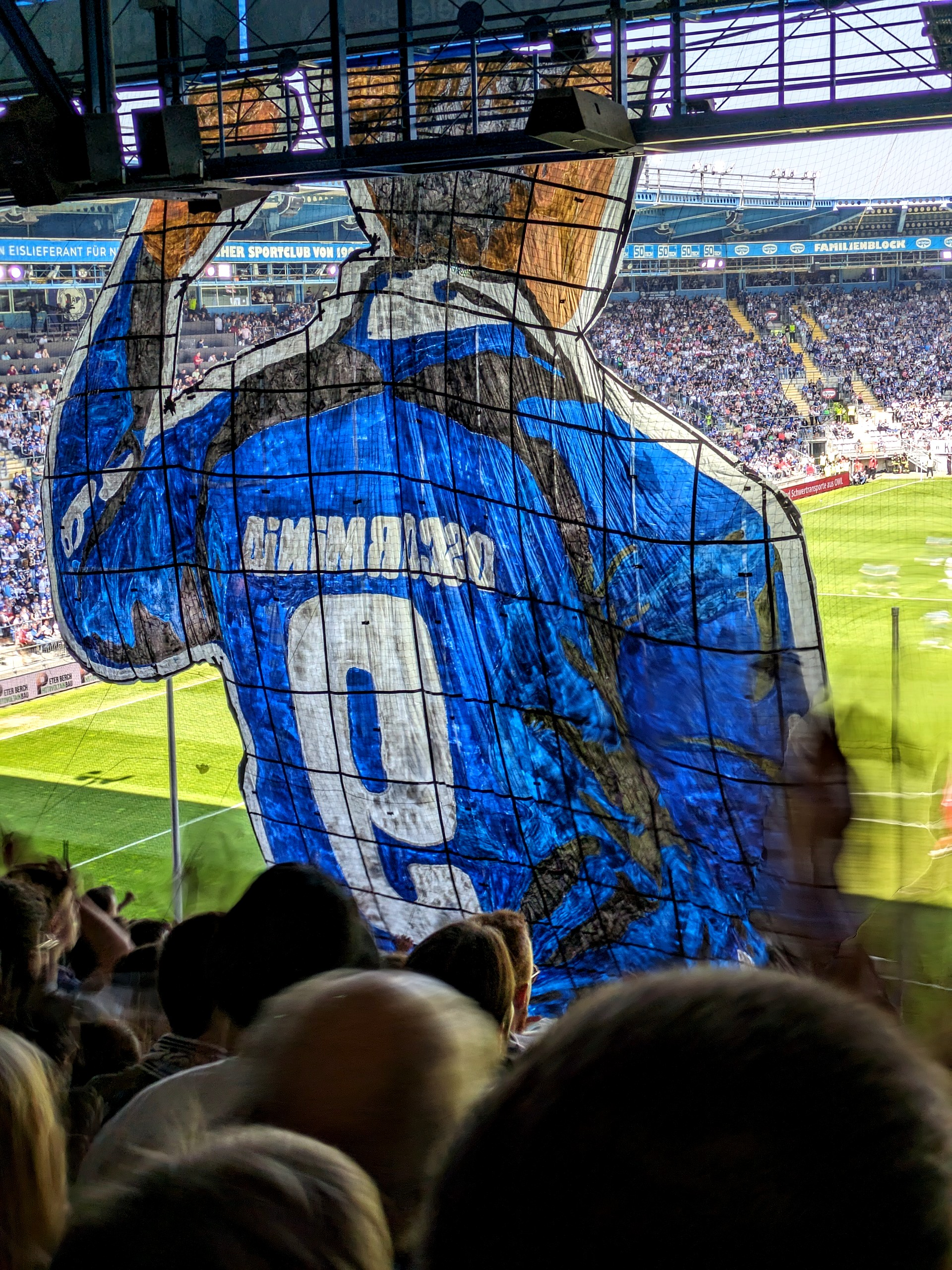
Fan-Choreografie beim letzten Heimspiel von Fabian Klos

Seit der Saison 2022/23 spielt Klos mit einer Maske. Laut Ärzten wäre es ihm nicht erlaubt, ohne zu spielen, da das „niemand mehr rechtfertigen könnte“. Das Spiel gegen den SV Darmstadt 98 am 24. Spieltag der Saison 2022/23 war das 408. Pflichtspiel von Klos für die Arminia und er hat damit mit dem bisherigen Rekordspieler Wolfgang Kneib gleichgezogen. Bei dem Spiel traf Klos in der Nachspielzeit zum 3:1-Sieg für die Arminia. Am 17. März 2023 absolvierte Klos beim 2:2 gegen den 1. FC Nürnberg seinen 409. Einsatz für den Verein und wurde Rekordspieler. Auch in diesem Spiel erzielte er ein Tor. Im Relegations-Hinspiel beim SV Wehen Wiesbaden am 2. Juni 2023 beruhigte er, zeitweise hemmungslos weinend, die eigenen Fans, die beim Spielstand von 0:4 Feuerwerkskörper und Rauchbomben auf das Spielfeld warfen und versuchten, Tore aufzubrechen und in den Innenraum vorzudringen. Als „Man of the Match“ wurde ihm zugesprochen, dass es ihm zu verdanken gewesen sei, dass es nur zu einer Spielunterbrechung, aber zu keinem Spielabbruch kam.
Mit einer völlig runderneuerten Mannschaft startete die Arminia in die Drittligasaison 2023/24. Neben Klos war lediglich Nachwuchsspieler Henrik Koch geblieben. Erneut kämpften die Bielefelder gegen den Abstieg und konnten erst nach dem vorletzten Spieltag mit einem torlosen Remis gegen den Halleschen FC den Klassenerhalt sichern. Während der Saison kündigte er sein Karriereende an. Durch einen 3:1-Sieg über den SC Verl gewann Fabian Klos in seinem letzten Einsatz noch einmal den Westfalenpokal.

## Privates
Klos besuchte ein Gymnasium. Er musste die elfte Klasse wiederholen und ging nach der zwölften Klasse ab. Über seine berufliche Karriere gibt es widersprüchliche Aussagen. Nach einem Interview des Magazins 11 Freunde absolvierte er eine Ausbildung zum Bankkaufmann bei der Volkswagen Bank in Braunschweig, bei der schon sein Vater gearbeitet hatte. Sein Vater Michael wiederum erklärte in einem Interview mit der Neuen Westfälischen, dass er eine einjährige Ausbildung zum Versicherungskaufmann begonnen habe. Diese unterbrach er, als das Angebot vom VfL Wolfsburg kam mit der Zusage des Arbeitgebers, diese Ausbildung fortzusetzen.
Fabian Klos’ standesamtliche Trauung mit Ann-Christin Klos (geb. Zapp) fand im Dezember 2015 auf der Sparrenburg statt.  Die kirchliche Hochzeit fand ein halbes Jahr später in der Stiftskirche in Schildesche statt.
Ann-Christin Klos nahm im Oktober 2019 an der neunten Staffel der Gesangs-Castingshow The Voice of Germany teil. Das Paar ließ sich später scheiden. Wann genau ist nicht bekannt. Im Juni 2022 wurden Fabian Klos und seine aus Köln stammende Lebensgefährtin Nadine Eltern eines Sohnes. Das Paar heiratete im Dezember 2022. Nach seinem Karriereende im Jahre 2024 will die Familie ihren Lebensmittelpunkt in den Großraum Köln verlegen.
Seinen Spitznamen Miro erhielt er wegen der Ähnlichkeit seines Namens mit dem des deutschen Nationalspielers Miroslav Klose. Fabian Klos wird von Kai Michalke beraten.
Seit dem März 2025 moderiert er gemeinsam mit der ehemaligen deutschen Nationalspielerin Turid Knaak den Podcast SeitenweKKsel, bei dem die Schattenseiten der Fußballwelt thematisiert werden. In der ersten Folge berichtet er von einer extremen Panikattacke während seiner Karriere und dem Umgang mit mentalen Problemen im Fußballsport.

## Erfolge und Ehrungen
| - Aufstieg in die 1. Bundesliga: 2020 - Aufstieg in die 2. Bundesliga: 2013, 2015 - Westfalenpokalsieger: 2012, 2013, 2024 - DFB-Pokal-Halbfinalist: 2014/15 - Meister der 2. Bundesliga: 2019/20 - Meister der 3. Liga: 2014/15 | - Torschützenkönig der 2. Bundesliga: 2019/20 (21 Tore) - Torschützenkönig der 3. Liga: 2012/13 (20 Tore), 2014/15 (23 Tore) - Spieler der Saison in der 3. Liga: 2011/12, 2014/15 - Drittliga-Spieler des Monats: Januar 2012 - Tor des Monats: August 2014 |

### Leistungen
Fabian Klos bestritt 59 Spiele in der Bundesliga und erzielte dabei acht Tore. Bei 221 Einsätzen in der 2. Bundesliga konnte er 85 Treffer für sich verbuchen. Damit belegt Klos Platz 39 in der ewigen Torschützenliste der Liga. Hinzu kommen 138 Spiele in der 3. Liga mit 63 Torerfolgten. In der ewigen Torschützenliste der 3. Liga liegt Klos auf Platz zwölf. Fabian Klos absolvierte 25 Spiele im DFB-Pokal und erzielte dabei neun Tore. Im Westfalenpokal lief er 20 Mal auf und konnte dabei 15 Tore erzielen.

### Ehrungen
Als erster Spieler überhaupt wurde Fabian Klos im Mai 2024 zum Ehrenspielführer von Arminia Bielefeld ernannt. Laut den Geschäftsführern Michael Mutzel und Christoph Wortmann hat Klos in 13 Jahren „stets ein hohes Maß an Identifikation, Leistungsbereitschaft und Leidenschaft gezeigt“. Fabian Klos sei „Armine durch und durch und hat als DSC-Kapitän hier über viele Jahre Verantwortung übernommen. Mit dem erstmals vergebenen Titel des Ehrenspielführers zeichnen wir einen absolut verdienten Spieler aus, der hier Maßstäbe gesetzt hat“. Am 12. Oktober 2024 erhielt Fabian Klos sein Abschiedsspiel. Bei der „The Last Dance“ genannten Partie trafen in der Bielefelder SchücoArena die Teams Bundesliga & Friends und Aufstiegshelden aufeinander. 22.000 Zuschauer sahen ein 8:7 für das Team Bundesliga & Friends. Neben zahlreichen Weggefährten nahmen auch die Rapper Casper und Montez teil.

## Saisonstatistik
| Saison  | Verein                   | Liga                                 | LS | LT | DPS | DPT | LPS | LPT |
| ------- | ------------------------ | ------------------------------------ | -- | -- | --- | --- | --- | --- |
| 2005/06 | SV Meinersen-Ahnsen-Päse | Kreisliga Gifhorn                    | 0? | 45 | –   | –   | –   | 0–  |
| 2006/07 | SV Meinersen-Ahnsen-Päse | Bezirksliga Braunschweig 1           | 0? | 29 | –   | –   | –   | 0–  |
| 2007/08 | MTV Gifhorn              | Niedersachsenliga Ost                | 27 | 23 | –   | –   | –   | 0–  |
| 2007/08 | MTV Gifhorn              | Aufstiegsrunde zur Regionalliga Nord | 04 | 01 | –   | –   | –   | 0–  |
| 2008/09 | MTV Gifhorn              | Oberliga Niedersachsen-Ost           | 31 | 26 | –   | –   | –   | 0–  |
| 2009/10 | VfL Wolfsburg II         | Regionalliga Nord                    | 32 | 09 | –   | –   | –   | 0–  |
| 2010/11 | VfL Wolfsburg II         | Regionalliga Nord                    | 33 | 13 | –   | –   | –   | 0–  |
| 2011/12 | Arminia Bielefeld        | 3. Liga                              | 33 | 10 | 0   | 0   | 6   | 10  |
| 2012/13 | Arminia Bielefeld        | 3. Liga                              | 33 | 20 | 2   | 0   | 3   | 02  |
| 2013/14 | Arminia Bielefeld        | 2. Bundesliga                        | 29 | 09 | 2   | 0   | –   | 0–  |
| 2013/14 | Arminia Bielefeld        | Relegation 2. Bundesliga / 3. Liga   | 02 | 0  | 2   | 0   | –   | 0–  |
| 2014/15 | Arminia Bielefeld        | 3. Liga                              | 35 | 23 | 5   | 1   | 3   | 03  |
| 2015/16 | Arminia Bielefeld        | 2. Bundesliga                        | 32 | 12 | 1   | 0   | –   | 0–  |
| 2016/17 | Arminia Bielefeld        | 2. Bundesliga                        | 33 | 13 | 4   | 2   | –   | 0–  |
| 2017/18 | Arminia Bielefeld        | 2. Bundesliga                        | 33 | 07 | 1   | 1   | –   | 0–  |
| 2018/19 | Arminia Bielefeld        | 2. Bundesliga                        | 33 | 17 | 2   | 0   | –   | 0–  |
| 2019/20 | Arminia Bielefeld        | 2. Bundesliga                        | 33 | 21 | 2   | 1   | –   | 0–  |
| 2020/21 | Arminia Bielefeld        | Bundesliga                           | 34 | 05 | 1   | 0   | –   | 0–  |
| 2021/22 | Arminia Bielefeld        | Bundesliga                           | 25 | 03 | 2   | 2   | –   | 0–  |
| 2022/23 | Arminia Bielefeld        | 2. Bundesliga                        | 28 | 06 | 1   | 2   | –   | 0–  |
| 2022/23 | Arminia Bielefeld        | Relegation 2. Bundesliga / 3. Liga   | 02 | 01 | 1   | 2   | –   | 0–  |
| 2023/24 | Arminia Bielefeld        | 3. Liga                              | 37 | 09 | 2   | 0   | 04  | 0   |